# Chamaelycus
Genre
Chamaelycus est un genre de serpents de la famille des Lamprophiidae. 

## Répartition
Les espèces de ce genre se rencontrent en Afrique centrale.

## Liste d'espèces
Selon The Reptile Database (8 déc. 2011) :
- Chamaelycus christyi Boulenger, 1919
- Chamaelycus fasciatus (Günther, 1858)
- Chamaelycus parkeri (Angel, 1934)
- Chamaelycus werneri (Mocquard, 1902)

## Publication originale
- Boulenger, 1919 : Batraciens et reptiles recueillis par le Dr. C. Christy dans les districts de Stanleyville, Haut-Uelé et Ituri en 1912-1914. Revue de zoologie et de botanique africaines, vol. 7, n. 1, p. 1-29 (texte intégral).